# فيات 500 (2007)
فيات 500 (2007) (بالإيطالية: (2007)Fiat 500)‏ هي النسخة العصرية والمطورة لسيارة فيات 500 القديمة التي صنعت سنوات السبعينات.